# 固城镇 (合水县)
固城乡，是中华人民共和国甘肃省庆阳市合水县下辖的一个乡镇级行政单位。

## 历史渊源
固城，为春秋战国时期，义渠戎国所筑，秦灭义渠置义渠县于此，后改为“宏州城”。因其筑有古老坚固的城池而得名。

## 行政区划
固城乡下辖以下地区：
董家寺村、王昌寺村、高台村、固城村和大山门林场。